# Vilém Kurz Starszy
Vilém Kurz Starszy (ur. 13 czerwca 1847 we Vrbicach u Leštiny, zm. 6 marca 1902) – czeski pisarz, polityk, zoolog, krajoznawca, jeden z członków założycieli Klubu Czeskich Turystów.

## Życie
Urodził się we Vrbicach u Leštiny. Uczęszczał do gimnazjum w Hradcu Královym i studiował nauki przyrodnicze na Uniwersytecie Karola w Pradze. Pracował w gimnazjum w Havlíčkův Brodzie. W tym mieście urodził mu się syn Vilém Kurz Młodszy – pianista i nauczyciel fortepianu. W 1874 stał się głównym nauczycielem liceum pedagogicznego w Kutnej Horze. Lato 1876 spędził w stacji zoologicznej w Trieście nad Morzem Adriatyckim. W tym samym roku otrzymał doktorat filozofii. Pochowany jest na Cmentarzach Olszańskich w Pradze, w pobliżu grobu Miroslava Tyrša. Vilém Kurz był pradziadkiem znanego pianisty Pavla Štěpána.

## Polityka
Od roku 1894 był posłem do Rady Państwa z kurii miejskiej z regionu Szumawy. Jako przedstawiciel ruchu młodoczeskiego zabiegał o rozwój czeskiego szkolnictwa. Silne poczucie obowiązku nie pozwalało mu na opuszczanie głosowań dotyczących spraw szkolnictwa, nawet podczas ciężkich chorób. Zapalenie płuc, jakiego się przy jednej z takich okazji nabawił, sprawiło, że przedwcześnie zmarł w wieku 55 lat. Jego grób znajduje się na Cmentarzu Olszańskim.

## Klub Czeskich Turystów
W 1888 był jedną z osób, które zwołały zebranie założycielskie Klubu Czeskich Turystów. Dziś jest uważany za jednego z dwóch najważniejszych założycieli Klubu – z Vratislavem Pasovským. Przez sześć lat redagował czasopismo klubowe Časopis turistů i przyczyniał się do rozwoju turystyki wakacyjnej wśród studentów. Właśnie za jego przyczyną rozwinęło się ona w bardzo znaczący ruch. Wespół z Vratislavem Pasovským był inicjatorem budowy wieży widokowej i kolejki linowej na Petřín w Pradze. W tamtych czasach pomysł uznawany był przez niektóre kręgi za fantastyczny. Dziś zespół na Petřínie stanowi integralną część praskich atrakcji turystycznych.
Imię Viléma Kurza nosi inna wieża widokowa – Kurzova rozhledna na górze Čerchov.
Kurz był autorem licznych publikacji krajoznawczych, zoologicznych i pedagogicznych.